# Мантуровський район (Костромська область)
Мантуровський район (рос. Мантуровский район) — адміністративно-територіальна одиниця (район) та муніципальне утворення (муніципальний район) на південному сході Костромської області Росії.
Адміністративний центр — місто Мантурово.

## Історія
8 жовтня 1928 року Президія ВЦВК прийняла постанову «Про районування Костромської губернії». Цією постановою вводився поділ на райони та сільради. У губернії було організовано 19 районів зокрема і Мантуровський район.

## Населення
| 2002  | 2008  | 2009  | 2010  | 2011  | 2012  | 2013  |
| ----- | ----- | ----- | ----- | ----- | ----- | ----- |
| 6796  | ↘5380 | ↗5717 | ↘4978 | ↘4948 | ↘4738 | ↘4586 |
| 2014  | 2015  | 2016  | 2017  | 2018  |       |       |
| ↘4425 | ↘4303 | ↘4191 | ↘4017 | ↘3852 |       |       |